# 6
Het jaar 6 is het zesde jaar in de 1e eeuw volgens de christelijke jaartelling.

## Gebeurtenissen

### Italië
- In Rome worden Marcus Aemilius Lepidus en Lucius Arruntius gekozen tot consul van het Imperium Romanum.
- Keizer Augustus schenkt de veterani als beloning voor hun krijgsdienst, geld uit de aerarium militare (veldschatkist).

### Balkan
- Begin van de Pannonische Opstand: De Keltische stammen in Illyricum komen in opstand tegen de Romeinse overheersing.

### Europa
- Tiberius Claudius Nero mobiliseert in Noricum een Romeins expeditieleger (12 legioenen) en vestigt bij Carnuntum een legerkamp.
- Tiberius onderbreekt zijn militaire plannen vanwege de opstand in Illyricum en sluit een vredesverdrag met koning Marbod.

### Judea
- Een delegatie van vooraanstaande Joden en Samaritanen bezoekt keizer Augustus. Bij hem klagen zij over Archelaüs' heerschappij en spreken uit dat zij hem onbekwaam achten voor het koningschap. Keizer Augustus ontheft Archelaüs daarop uit zijn ambt en verbant hem naar Vienna in Gallië.
- Judea wordt ingelijfd en Publius Sulpicius Quirinius wordt aangesteld tot legatus van Judea en Syria. Hij benoemt Annas tot hogepriester.
- Quirinius houdt een volkstelling ter voorbereiding van een nieuw belastingstelsel. Judas de Galileeër komt hiertegen in opstand. Het Romeinse leger (4 legioenen) onder bevel van Quirinius, onderdrukt de opstand en kruisigt duizenden Joden.
- Ook Samaria komt onder Romeins bestuur, Coponius wordt benoemd tot praefectus.

### China
- De 2-jarige Ruzi (r. 6-9) bestijgt als keizer de troon, Wang Mang breidt zijn macht verder uit aan het hof in Chang'an.

## Geboren
- Mogelijk werd Jezus in dit jaar geboren, omdat Lucas 2:2-6 zegt dat de geboorte plaatsvond in het jaar van de volkstelling door Quirinius.
- Milonia Caesonia, keizerin en vrouw van Gaius Caesar Augustus Germanicus (Caligula) (overleden 41)
- Nero Julius Caesar, zoon van Germanicus en Agrippina de Oudere (overleden 33)

## Overleden
- Cleopatra Selene, dochter van Cleopatra en Marcus Antonius